# Brokig kardinal
Brokig kardinal (Pheucticus ludovicianus) är en stor fröätande amerikansk tätting inom familjen kardinaler.

## Utseende och läte
Den adulta brokiga kardinalen är en stor och kraftig fågel, cirka 19 cm lång och väger cirka 47 gram. Huvudet är stort och den ljusa näbben nästan lika grov som stenknäckens. Hane i sommardräkt är vacker med svart ovansida, vitt på buk och undergump, vita vingteckningar och en stor rosenröd bröstfläck. Honan och ungfågeln är brun med brett vitt ögonbrynsstreck och vitaktig halssida som inramar bruna örontäckare. På den mörkbruna hjässan syns ett vitt centralt hjässband. Vidare har den dubbla vita vingband och vita spetsar på tertialerna.

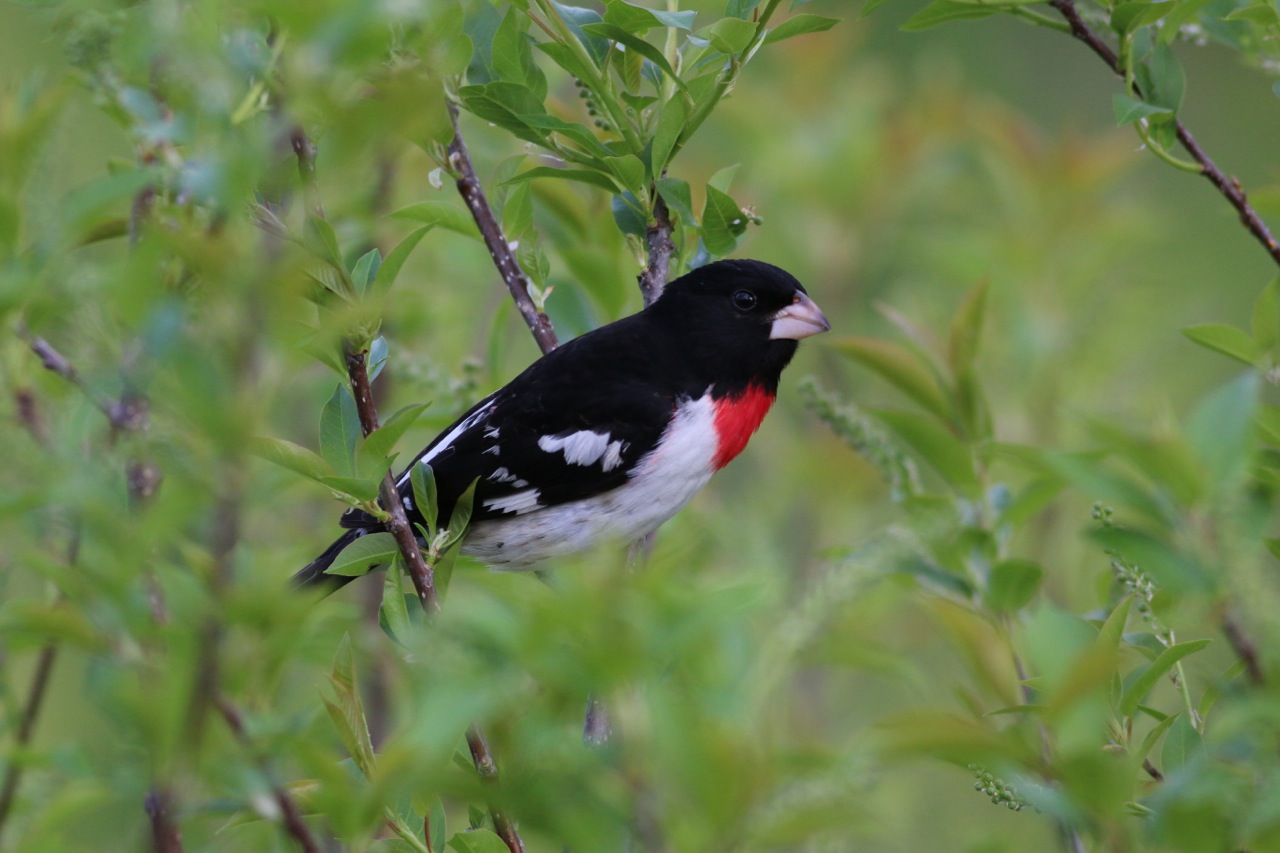
Adult hane
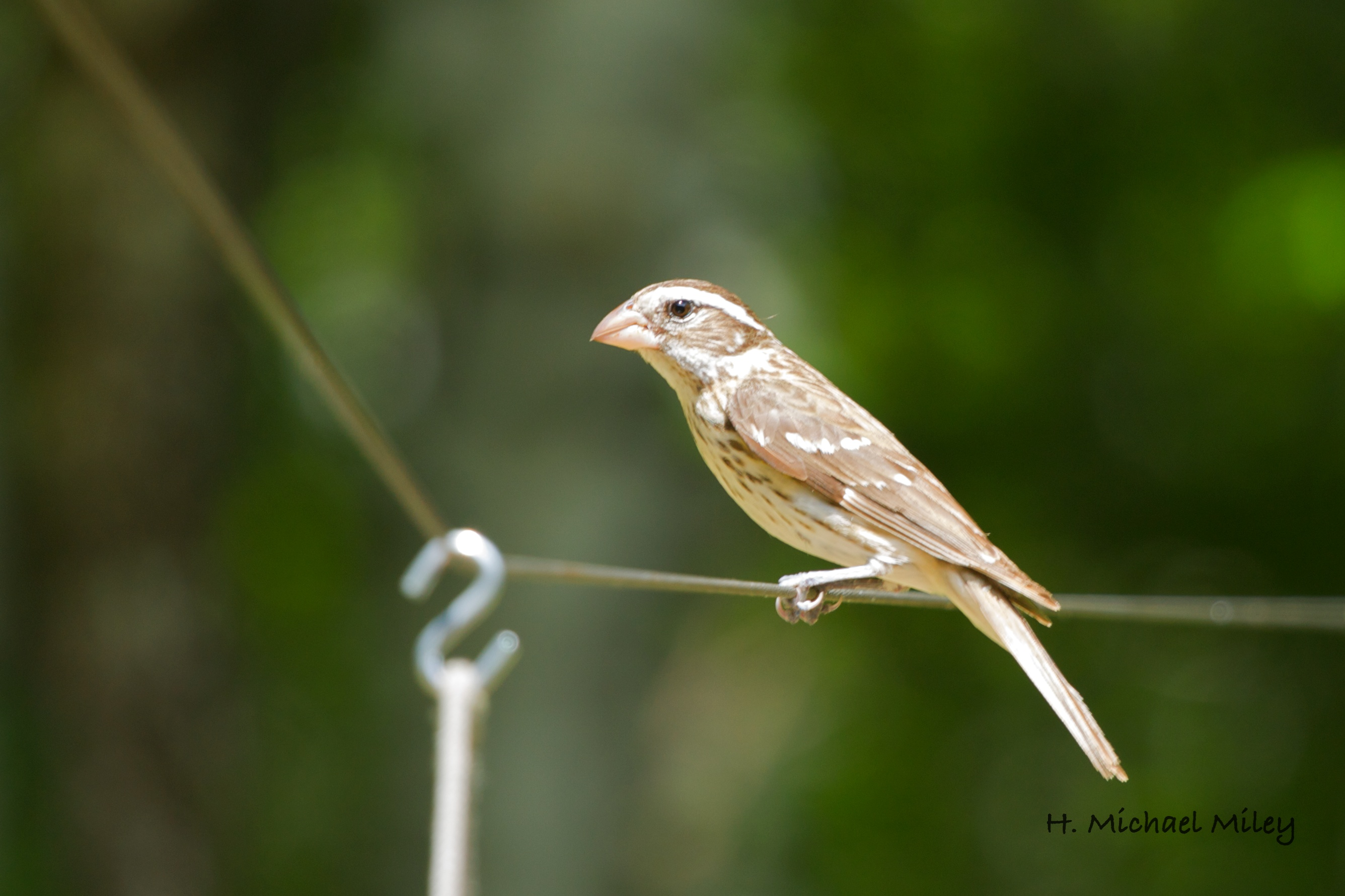
Adult hona
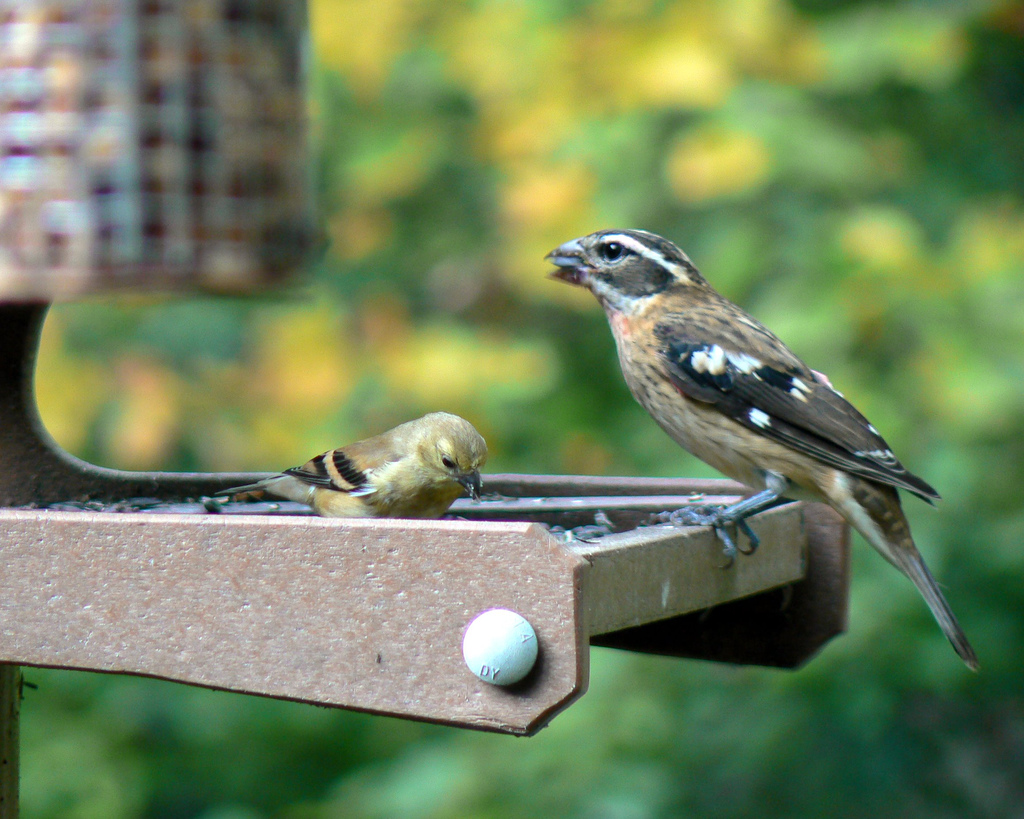
Ung hane

Dess sång låter som en välpolerad variant av vandringstrasten (Turdus migratorius). Dess lockläte är ett vasst tjick som liknats vid ljudet av gymnastikskor på ett inomhusgolv.

## Utbredning och systematik
Brokig kardinal häckar i stora delar av Kanada och östra USA. Den flyttar vintertid söderut till ett område från södra Mexiko i norr, söderut genom Centralamerika till Peru och Venezuela. 

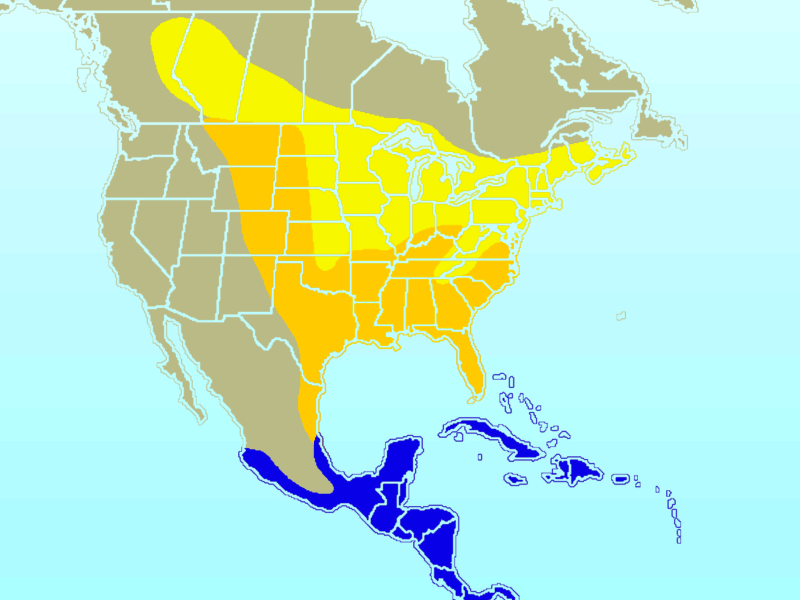
Utbredningsområde (gult = sommarkvarter, blått = vinterkvarter, orange = hela året)

Fågeln är en sällsynt gäst i Västeuropa, med i särklass flest fynd från Azorerna, Storbritannien och Irland.
Brokig kardinal är mycket nära släkt med den mer västliga svarthuvade kardinalen (Pheucticus melanocephalus). Hybrider är vanliga där deras utbredningsområden möts.

### Brokig kardinal i Sverige
I Sverige har det gjorts två fynd av brokig kardinal som ansetts ha tagit sig till Sverige på naturlig väg. Den 10 oktober 1988 ringmärktes en förstaårshane (1k) vid Hoburgen på Gotland och i byn Mårdsjö utanför Backe, Strömsunds kommun kommun observerades och fotograferades ett exemplar (2k) i slutet av april 2009. Utöver det sågs även en hane i maj 1992 i Umeå, men den uppträdde mycket oskyggt. Det har därför bedömts att den har ett förlutet som burfågel.

## Ekologi
Brokig kardinal häckar i områden med öppna lövskogar. Honan och hanen bygger tillsammans sitt bo av kvistar, ibland så löst byggt att man kan se de lagda äggen underifrån. Honan lägger ett till fem ägg, men båda könen ruvar, hanen ofta dagtid och honan på kvällen och natten. När de byter ruvningspass sjunger de tyst för varandra. Fågeln födosöker i buskar och träd efter insekter, frön och bär. Ibland fångar den även insekter i flykten.

## Status och hot
Arten har ett stort utbredningsområde och en stor population, men tros minska i antal, dock inte tillräckligt kraftigt för att den ska betraktas som hotad. IUCN kategoriserar därför arten som livskraftig (LC). Världspopulationen uppskattas till 4,1 miljoner individer.